# Вомынбож
 Вомынбож — деревня в Усть-Куломском районе Республики Коми в составе сельского поселения Пожег.

## География
Расположена на правом берегу реки Вычегда на расстоянии примерно 42 км по прямой от районного центра села Усть-Кулом на восток-северо-восток.

## История
Известна с 1916 года как деревня Вомынбожская с 40 дворами и 223 жителями, в 1926 65 и 311, в 1970 258, в 1989 — 209, в 1995 — 186.

## Население
Постоянное население составляло 163 человека (коми 98 %) в 2002 году, 142 в 2010.